# 碧玉兰
碧玉兰（学名：Cymbidium lowianum）为兰科兰属下的一个种。

## 扩展阅读
- 維基物種上的相關：碧玉兰